# وی۸۴۲ قنطورس
وی۸۴۲ قنطورس یک ستاره است که در صورت فلکی قنطورس قرار دارد.